# Beybienkoana longipennis
Beybienkoana longipennis är en insektsart som först beskrevs av Liu, Zhibin och X.-c. Yin 1993.  Beybienkoana longipennis ingår i släktet Beybienkoana och familjen syrsor. Inga underarter finns listade i Catalogue of Life.